# Cumulonimbus

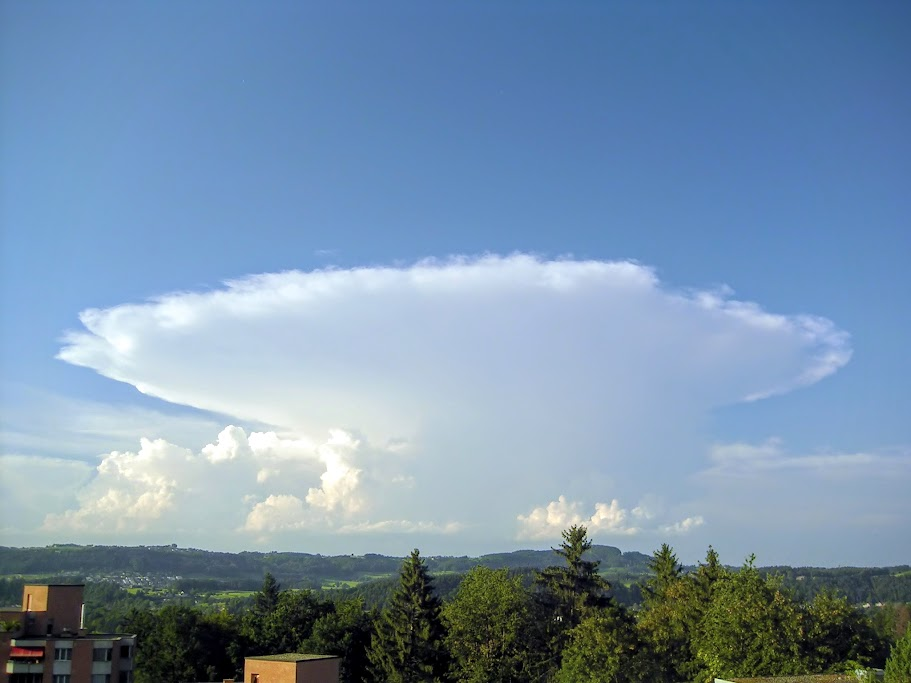
Üllős zivatarfelhő (Cumulonimbus incus)

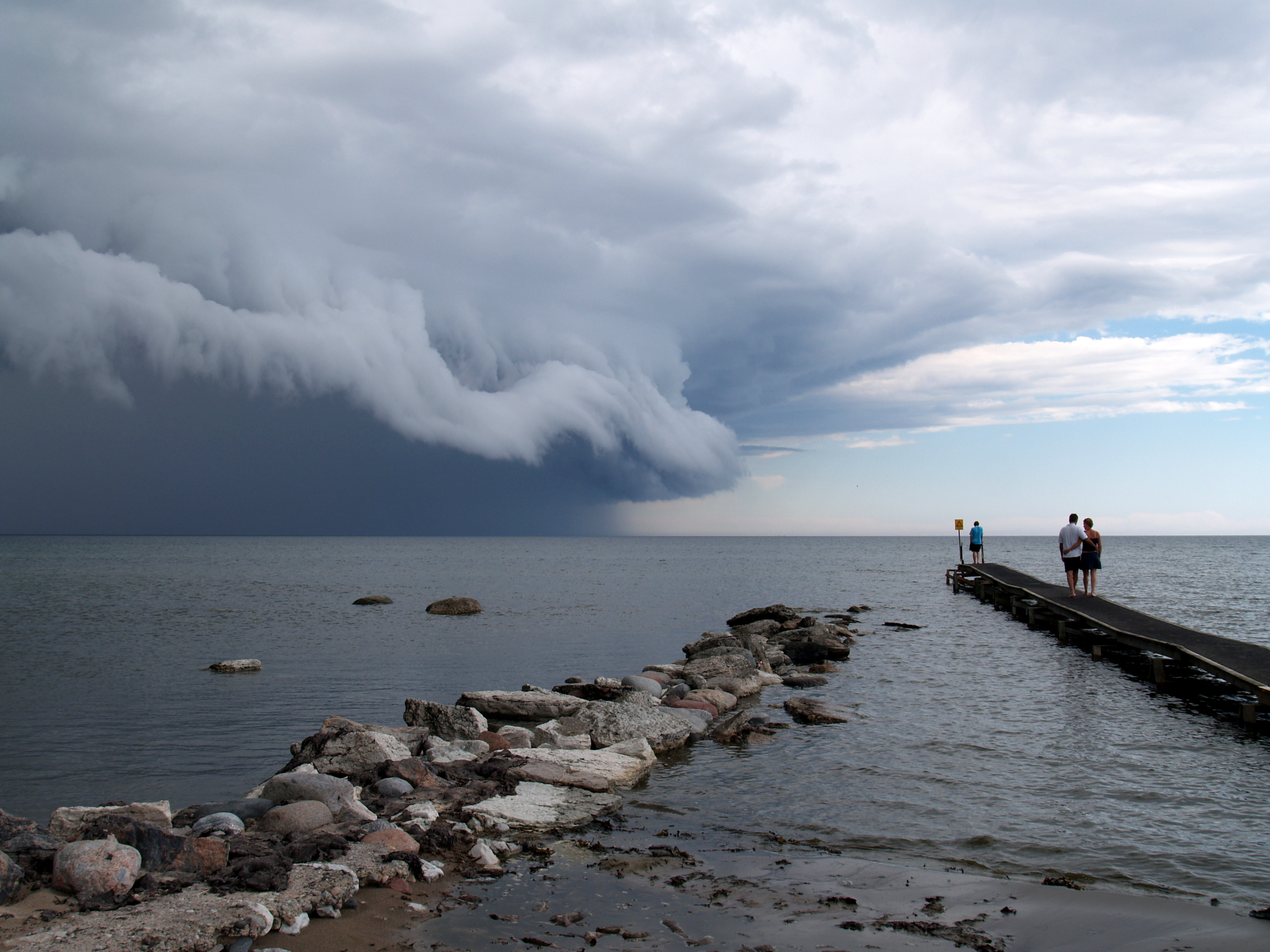
Zivatarfelhő alja

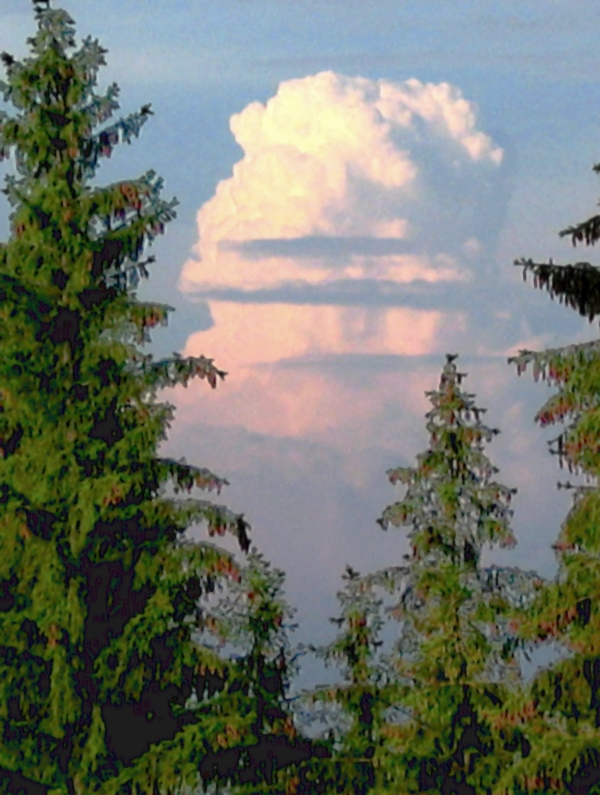
Zivatarfelhő

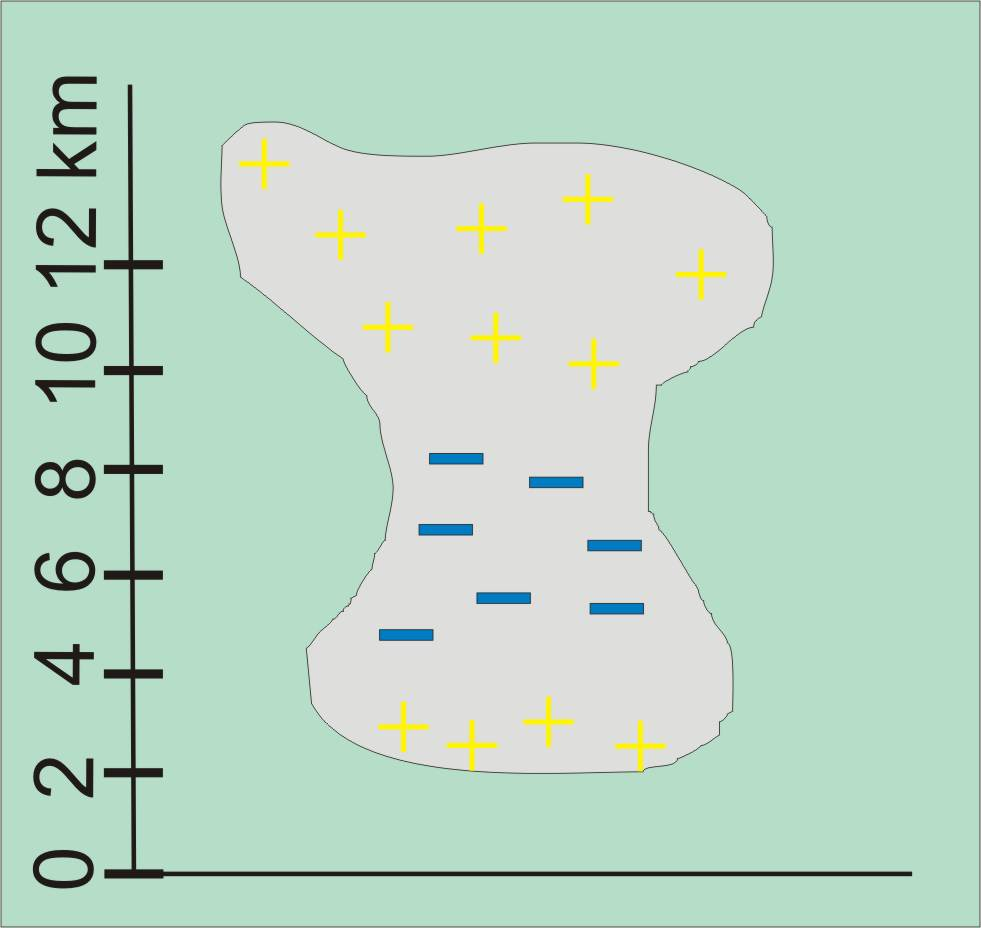
Az elektromos töltés eloszlása egy zivatarfelhőben

A zivatarfelhő (Cumulonimbus, nemzetközi jele: Cb) függőleges felépítésű, sűrű felhő, melyből jelentős mennyiségű csapadék: záporeső, jégeső, télen hó eshet. Magassága elérheti a 12, kivételes esetben a 18 kilométert is, azaz felnyúlhat a sztratoszférába, míg alapja 2000 méter alatt található. Belsejében a függőleges áramlatok sebessége elérheti az óránkénti 100 kilométeres sebességet is. Alsóbb részein a légnedvességből kicsapódott vízcseppekből áll, de az igazán magas zivatarfelhők fölső részén ez megfagy, és jégszemcsék keletkeznek, ezek, ha csökken a föláramlás, csapadékként jégesőt, vagy ha esés közben megolvadnak, esőt hoznak létre. A zivatarfelhő elsősorban nyáron jön létre, helyi jelenségként a gomolyfelhők további növekedésével, de létrejöhet hidegfrontok előtt is (ritkán, amikor a markáns hidegfront enyhe időjárásra következik, télen is). Tetején gyakran jelenik meg egy többé-kevésbé kifejlett üllő, melyet a magassági szelek messze sodorhatnak. Különleges változata a szupercella (cbpower) amely több órán át fennáll, heves jelenségeket okozva, esetenként tornádót is. Láncokba rendeződhet, ekkor zivatarláncról beszélünk. A zivatarfelhő létrejöttét elősegíti:
- A nagy mennyiségű légnedvesség
- Meleg, instabil levegő
- Energiaforrás, mely a nedves, meleg levegőt gyors feláramlásra készteti.